# Novorosiiske, Skadovsk
Novorosiiske (în ucraineană Новоросійське) este un sat în comuna Volodîmîrivka din raionul Skadovsk, regiunea Herson, Ucraina.

## Demografie
Componența lingvistică a localității Novorosiiske
     Ucraineană (85,07%)
     Rusă (8,41%)
     Belarusă (4,07%)
     Alte limbi (0,14%)
Conform recensământului din 2001, majoritatea populației localității Novorosiiske era vorbitoare de ucraineană (85,07%), existând în minoritate și vorbitori de rusă (8,41%), belarusă (4,07%) și armeană (2,04%).